# Phragmatobia obscura
Phragmatobia obscura är en fjärilsart som beskrevs av Obraztsov 1936. Phragmatobia obscura ingår i släktet Phragmatobia och familjen björnspinnare. Inga underarter finns listade i Catalogue of Life.